# Franco Del Prete
Pour les articles homonymes, voir Prete.
Franco Del Prete (né à Frattamaggiore le 5 novembre 1943 et mort à Naples le 13 février 2020) est un musicien et batteur italien.

## Biographie
Né à Frattamaggiore, dans la province de Naples, Franco Del Pretece figure parmi les fondateurs d'abord de The Showmen (it) puis de Napoli Centrale (it), pour devenir parolier, souvent aux côtés de James Senese, mais aussi au service d'Eduardo De Crescenzo et de Sal Da Vinci, avant de terminer sa carrière en créant un autre groupe, Sud Express,.

## Discografia partielle

### Avec The Showmen
Albums studio
- 1969 : The Showmen
- 1972 : Showmen 2

### Discographie avec Napoli Centrale
Album en studio
- 1975 : |Napoli Centrale
- 1976 : Mattanza
- 1978 : Qualcosa ca nu' mmore
- 2001 : Zitte! Sta venenn' 'o mammone
- 2016 :  'O sanghe

### Discographie avec Sud Express
Album en studio
- 2009 : L'ultimo apache
- 2018 : La chiave

### Collaborations
- 1980 : Gino Paoli, Ha tutte le carte in regola
- 1991 : Eduardo De Crescenzo, Cante jondo
- 1993 : Eduardo De Crescenzo, Danza danza
- 1994 : Sal Da Vinci, Sal da Vinci (album)
- 1996 : Sal da Vinci, Un po' di noi
- 1998 : Sal da Vinci, Solo
- 2001 : Peppino di Capri, Fase 3
- 2011 : Enzo Gragnianiello et Sud Express, Radice